# Horovce (okres Michalovce)
Horovce (maďarsky Hór) jsou obec na Slovensku v okrese Michalovce. V roce 2011 zde žilo 831 obyvatel. První písemná zmínka o obci pochází z roku 1347.